# دی-وان دادلی
دی-وان دادلی (انگلیسی: D-Von Dudley؛ زادهٔ ۱ اوت ۱۹۷۲) کشتی‌گیر کشتی حرفه‌ای اهل ایالات متحده آمریکا است.
وی همچنین برندهٔ جوایزی همچون تالار شهرت دبلیو دبلیو ای شده‌است.